# (16202) Srivastava
(16202) Srivastava (2000 CE28) – planetoida z pasa głównego asteroid okrążająca Słońce w ciągu 3,73 lat w średniej odległości 2,41 j.a. Odkryta 2 lutego 2000 roku.